# Thoricourt
Thoricourt (wa. Toricoû) – dzielnica (section) gminy Silly w Belgii, w Regionie Walońskim, w prowincji Hainaut, w okręgu Ath. 1 stycznia 2020 roku liczyła 534 mieszkańców. Do 31 grudnia 1976 samodzielna gmina.

## Demografia
Liczba mieszkańców, stan na 1 stycznia:
| Rok                | 1910 | 1930 | 1947 | 1961 | 2020 |
| ------------------ | ---- | ---- | ---- | ---- | ---- |
| Liczba mieszkańców | 575  | 494  | 438  | 393  | 534  |

## Transport
Przez teren dzielnicy przebiega droga regionalna N57.